# Hiszpania na Letnich Igrzyskach Olimpijskich 1996
Hiszpanię na Letnich Igrzyskach Olimpijskich 1996 reprezentowało 249 zawodników: 199 mężczyzn i 95 kobiet.

## Zdobyte medale
| Medal  | Zawodnik | Dyscyplina        | Konkurencja                         | Rezultat                                                                                       |
| ------ | --- | ----------------- | ----------------------------------- | ---------------------------------------------------------------------------------------------- |
| Złoto  | Marta Baldó, Nuria Cabanillas, Estela Giménez, Lorena Guréndez, Tania Lamarca, Estíbaliz Martínez | Gimnastyka        | drużynowo                           |                                                                                                |
| Złoto  | José María Abarca, Daniel Ballart, Manuel Estiarte, Pedro García, Salvador Gómez, Iván Moro, Miki Oca, Jordi Payá, Sergi Pedrerol, Jesús Miguel Rollán, Jordi Sans, Carles Sans                                                                                            | Piłka wodna       | turniej mężczyzn                    | w finale pokonali zespół Chorwacji 7:5                                                         |
| Złoto  | Miguel Indurain | Kolarstwo szosowe | Jazda indywidualna na czas mężczyzn | 1:04:05 h                                                                                      |
| Złoto  | Fernando Léon José Luis Ballester | Żeglarstwo        | klasa Tornado                       | 70 pkt                                                                                         |
| Złoto  | Theresa Zabell Begoña Vía-Dufresne | Żeglarstwo        | klasa 470 kobiet                    | 46 pkt                                                                                         |
| Srebro | Fermín Cacho | Lekkoatletyka     | bieg na 1500 m mężczyzn             | 3:36,40                                                                                        |
| Srebro | Abraham Olano | Kolarstwo szosowe | Jazda indywidualna na czas mężczyzn | 1:04:12 h                                                                                      |
| Srebro | Sergi Bruguera | Tenis ziemny      | gra pojedyncza mężczyzn             | w finale uległ Amerykaninowi Andre Agassiemu 0:3                                               |
| Srebro | Arantxa Sánchez Vicario | Tenis ziemny      | gra pojedyncza kobiet               | w finale przegrała z Amerykanką Lindsay Davenport 0:2                                          |
| Srebro | Ramón Jufresa, Óscar Barrena, Kim Malgosa, Jordi Arnau, Juantxo García-Mauriño, Jaime Amat, Juan Escarré, Víctor Pujol, Ignacio Cobos, Xavier Escudé, Xavi Arnau, Ramón Sala, Juan Antonio Dinarés, Pol Amat, Pablo Usoz, Antonia González                                 | Hokej na trawie   | turniej mężczyzn                    | w finale przegrali z zespołem Holandii 1:3                                                     |
| Srebro | Ernesto Pérez | Judo              | waga powyżej 95 kg mężczyźni        | w finale przegrał z Francuzem Davidem Douillet                                                 |
| Brąz   | Rafael Lozano | Boks              | waga papierowa (do 48 kg) mężczyzn  | w półfinale przegrał z Filipińczykiem Mansueto Velasco                                         |
| Brąz   | Valentí Massana | Lekkoatletyka     | chód na 50 km mężczyzn              | 3:44,19 h                                                                                      |
| Brąz   | Yolanda Soler | Judo              | waga do 48 kg kobiet                |                                                                                                |
| Brąz   | Isabel Fernández | Judo              | waga do 56 kg kobiet                |                                                                                                |
| Brąz   | Aitor Etxaburu, Alberto Urdiales, Demetrio Lozano, Fernando Hernández, Iñaki Urdangarin, Jaume Fort, Jesús Fernández, Josu Olalla, Jordi Nuñez, José Javier Hombrados, Juan Pérez, Mateo Garralda, Rafael Guijosa, José Salvador Esquer, Talant Duyshebayev, Raúl González | Piłka ręczna      | turniej mężczyzn                    | w meczu o 3. miejsce pokonali zespół Francji 27:25                                             |
| Brąz   | Arantxa Sánchez Vicario Conchita Martínez | Tenis ziemny      | gra podwójna kobiet                 | w meczu o 3. miejsce pokonały debel holenderski: Manon Bollegraf i Brendę Schultz-McCarthy 2:0 |

## Skład kadry

### Boks
Mężczyźni
- Rafael Lozano – waga papierowa (do 48 kg) – 3. miejsce

### Gimnastyka
Gimnastyka sportowa'
Mężczyźni
- Jesús Carballo
  - wielobój indywidualnie – 13. miejsce,
  - ćwiczenia wolne – 86. miejsce,
  - skok przez konia – 69. miejsce,
  - ćwiczenia na poręczach – 40. miejsce,
  - ćwiczenia na drążku – 7. miejsce,
  - ćwiczenia na kółkach – 52. miejsce,
  - ćwiczenia na koniu z łękami – 64. miejsce,

Kobiety
- Mónica Martín
  - wielobój indywidualnie – 17. miejsce,
  - ćwiczenia wolne – 30. miejsce,
  - skok przez konia – 39. miejsce,
  - ćwiczenia na poręczach – 34. miejsce,
  - ćwiczenia na równoważni – 38. miejsce,
- Joana Juárez
  - wielobój indywidualnie – 24. miejsce,
  - ćwiczenia wolne – 52.miejsce,
  - skok przez konia – 38. miejsce,
  - ćwiczenia na poręczach – 32. miejsce,
  - ćwiczenia na równoważni – 41. miejsce
- Mercedes Pacheco
  - wielobój indywidualnie – 27. miejsce,
  - ćwiczenia wolne – 45. miejsce,
  - skok przez konia 69. miejsce,
  - ćwiczenia na poręczach – 16. miejsce,
  - ćwiczenia na równoważni – 37. miejsce,
- Diana Plaza
  - wielobój indywidualnie – 40. miejsce,
  - ćwiczenia wolne – 61. miejsce,
  - skok przez konia – 66. miejsce,
  - ćwiczenia na poręczach – 43. miejsce,
  - ćwiczenia na równoważni – 54. miejsce,
- Elisabeth Valle
  - wielobój indywidualnie – 42. miejsce,
  - ćwiczenia wolne – 57. miejsce,
  - skok przez konia – 22. miejsce,
  - ćwiczenia na poręczach – 45. miejsce,
  - ćwiczenia na równoważni – 72. miejsce,
- Verónica Castro Gómez
  - wielobój indywidualnie – 78. miejsce,
  - ćwiczenia wolne – 60. miejsce,
  - skok przez konia – 77. miejsce,
  - ćwiczenia na poręczach – 90. miejsce,
  - ćwiczenia na równoważni – 55. miejsce,
- Gemma Paz
  - wielobój indywidualnie – 105. miejsce
  - ćwiczenia na poręczach – 91. miejsce
- Mónica Martín, Joana Juárez, Mercedes Pacheco, Diana Plaza, Elisabeth Valle, Verónica Castro, Gemma Paz – wielobój drużynowo – 7. miejsce

Gimnastyka artystyczna
- Almudena Cid – indywidualnie – 9. miejsce,
- Alba Caride – indywidualnie – odpadła w półfinale,
- Marta Baldó, Nuria Cabanillas, Estela Giménez, Lorena Guréndez, Tania Lamarca, Estíbaliz Martínez – drużynowo – 1. miejsce

### Hokej na trawie
Mężczyźni
- Ramón Jufresa, Óscar Barrena, Kim Malgosa, Jordi Arnau, Juantxo García-Mauriño, Jaime Amat, Juan Escarré, Víctor Pujol, Ignacio Cobos, Xavier Escudé, Xavi Arnau, Ramón Sala, Juan Antonio Dinarés, Pol Amat, Pablo Usoz, Antonio González – 2. miejsce

Kobiety
- Elena Carrión, Natalia Dorado, María Cruz González, Carmen Barea, Silvia Manrique, Nagore Gabellanes, Teresa Motos, Sonia Barrio, Mónica Rueda, Lucía López, María del Mar Feito, Maider Tellería, Elena Urkizu, Begoña Larzábal, Sonia de Ignacio-Simo, Mariví González – 8. miejsce

### Jeździectwo
'Ujeżdżenie
- Ignacio Rambla – indywidualnie – 11. miejsce,
- Beatriz Ferrer-Salat – indywidualnie – 32. miejsce,
- Rafael Soto – indywidualnie – 38. miejsce,
- Juan Matute – indywidualnie – 46. miejsce,
- Ignacio Rambla, Beatriz Ferrer-Salat, Rafael Soto, Juan Matute – drużynowo – 7. miejsce,

Skoki przez przeszkody
- Fernando Sarasola – indywidualnie – 11. miejsce,
- Rutherford Latham – indywidualnie – 24. miejsce,
- Alejandro Jordá – indywidualnie – 28. miejsce,
- Pedro Sánchez – indywidualnie – 40. miejsce
- Fernando Sarasola, Rutherford Latham, Alejandro Jordá, Pedro Sánchez – drużynowo – 5. miejsce,

Wszechstronny Konkurs Konia Wierzchowego
- Ramón Beca indywidualnie – 17. miejsce,
- Enrique Sarasola – indywidualnie – nie ukończył konkurencji,
- Javier Revuelta – indywidualnie – nie ukończył konkurencji,
- Santiago Centenera, Javier Revuelta, Luis Álvarez, Enrique Sarasola – drużynowo – 8. miejsce

### Judo
Mężczyźni
- Roberto Naveira – waga do 60 kg – 17. miejsce,
- José Tomás Toro – waga do 65 kg – 21. miejsce,
- León Villar – waga do 86 kg – 17. miejsce,
- Ernesto Pérez – waga powyżej 95 kg – 2. miejsce,

Kobiety
- Yolanda Soler – waga do 48 kg – 3. miejsce,
- Almudena Muñoz – waga do 52 kg – 5. miejsce,
- Isabel Fernández – waga do 56 kg – 3. miejsce
- Sara Álvarez – waga do 61 kg – 7. miejsce,
- Cristina Curto – waga do 72 kg – 9. miejsce

### Kajakarstwo
Mężczyźni
- Miguel García – K-1 500 m – 6. miejsce,
- Agustín Calderón – K-1 1000 m – 5. miejsce,
- Jovino González, Gregorio Vicente – K-2 500 m – odpadli w półfinale,
- Juan José Román, Juan Sánchez – K-2 1000 m – odpadli w półfinale,
- Miguel García, Jovino González, Emilio Merchán, Gregorio Vicente – K-4 1000 m – 5. miejsce
- José Manuel Crespo
  - C-1 500 m – odpadł w półfinale,
  - C-1 1000 m – odpadł w półfinale,
- José Alfredo Bea, Oleg Shelestenko
  - C-2 500 m – 7. miejsce,
  - C-2 1000 m – 8. miejsce,
- Javier Etxaniz – kajakarstwo górskie K-1 – 22. miejsce,
- Esteban Aracama – kajakarstow górskie K-1 – 34. miejsce,
- Toni Herreros – kajakarstwo górskie C-1 – 21. miejsce,

Kobiety
- Belén Sánchez – K-1 500 m – odpadła w półfinale,
- Izaskun Aramburu, Beatriz Manchón – K-2 500 m – 6. miejsce,
- Izaskun Aramburu, Beatriz Manchón, Ana María Penas, Belén Sánchez – K-4 500 m – 6. miejsce,
- María Eizmendi – kajakarstwo górskie K-1 – 20. miejsce,
- Cristina Martínez – kajakarstwo górskie K-1 – 24. miejsce

### Kolarstwo
Mężczyźni
- Melchor Mauri – kolarstwo szosowe wyścig ze startu wspólnego – 6. miejsce,
- Miguel Indurain
  - kolarstwo szosowe wyścig ze startu wspólnego – 26. miejsce,
  - kolarstwo szosowe jazda indywidualna na czas – 1. miejsce,
- Abraham Olano
  - kolarstwo szosowe wyścig ze startu wspólnego – 67. miejsce,
  - kolarstwo szosowe jazda indywidualna na czas – 2. miejsce,
- Manuel Fernández – kolarstwo szosowe, wyścig ze startu wspólnego – 77. miejsce,
- Marino Alonso – kolarstwo szosowe, wyścig ze startu wspólnego – 101. miejsce,
- José Moreno – kolarstwo torowe sprint – odpadł w 1/8 finału
- José Antonio Escuredo
  - kolarstwo torowe sprint – odpadł w eliminacjach,
  - kolarstwo torowe 1 km ze startu zatrzymanego – 13. miejsce,
- Juan Martínez – kolarstwo torowe 4 km na dochodzenie indywidualnie – 5. miejsce,
- Juan Martínez, Joan Llaneras, Bernardo González, Adolfo Alperi – kolarstwo torowe 4 km na dochodzenie drużynowo – 5. miejsce,
- Joan Llaneras – kolarstwo torowe wyścig punktowy – 6. miejsce,
- Jokin Mújika – kolarstwo górskie cross-country – 22. miejsce,
- Roberto Lezaun – kolarstwo górskie cross-country – nie ukończył wyścigu,

Kobiety
- Joane Somarriba
  - kolarstwo szosowe, wyścig ze startu wspólnego – 21. miejsce,
  - kolarstwo szosowe, jazda indywidualna na czas – 13. miejsce,
- Fátima Blázquez – kolarstwo szosowe, wyścig ze startu wspólnego – 40. miejsce,
- Izaskun Bengoa
  - kolarstwo szosowe, wyścig ze startu wspólnego – nie ukończyła wyścigu,
  - kolarstwo torowe, wyścig punktowy – nie ukończyła konkurencji,
- Laura Blanco – kolarstwo górskie cross-country – 20. miejsce,
- Silvia Rovira – kolarstwo górskie cross-country – 26. miejsce

### Lekkoatletyka
Mężczyźni
- Venancio José – bieg na 100 m – odpadł w ćwierćfinale,
- Manuel Borrega – bieg na 100 m – odpadł w eliminacjach,
- Frutos Feo – bieg na 100 m – odpadł w eliminacach,
- Jordi Mayoral – bieg na 200 m – odpadł w ćwierćfinale,
- Javier Navarro – bieg na 200 m – odpadł w ćwierćfinale,
- Frutos Feo, Venancio José, Jordi Mayoral, Javier Navarro – sztafeta 4 × 100 m – odpadli w półfinale
- Andrés Díaz – bieg na 800 m – odpadł w eliminacjach,
- Fermín Cacho – bieg na 1500 m – 2. miejsce
- Isaac Viciosa – bieg na 1500 m – odpadł w półfinale,
- Reyes Estévez – bieg na 1500 m – odpadł w półfinale,
- Enrique Molina – bieg na 5000 m – 7. miejsce,
- Anacleto Jiménez – bieg na 5000 m – odpadł w półfinale,
- Manuel Pancorbo – bieg na 5000 m – odpadł w półfinale,
- Abel Antón – bieg na 10 000 m – 13. miejsce,
- Carlos de la Torre – bieg na 10 000 m – 14. miejsce,
- Alejandro Gómez – bieg na 10 000 m – 15. miejsce,
- Martín Fiz – maraton – 4. miejsce,
- Alberto Juzdado – maraton – 18. miejsce,
- Diego García – maraton – 53. miejsce,
- Miguel de los Santos – bieg na 110 m przez płotki – odpadł w eliminacjach,
- Jesús Font – bieg na 110 m przez płotki – odpadł w eliminacjach,
- Carlos Sala – bieg na 110 m przez płotki – odpadł w eliminacjach,
- Óscar Pitillas – bieg na 400 m przez płotki – odpadł w eliminacjach,
- Íñigo Monreal – bieg na 400 m przez płotki – odpadł w eliminacjach,
- Salvador Vila – bieg na 400 m przez płotki – odpadł w eliminacjach,
- Elisardo de la Torre – bieg na 3000 m z przeszkodami – odpadł w eliminacjach,
- Daniel Plaza – chód na 20 km – 11. miejsce,
- Valentí Massana – chód na 20 km – 20. miejsce,
- Fernando Vázquez – chód na 20 km – 39. miejsce,
- Valentí Massana – chód na 50 km – 3. miejsce
- Jaime Barroso – chód na 50 km – 22. miejsce,
- Jesús Ángel García – chód na 50 km – nie został sklasyfikowany (dyskwalifikacja),
- Arturo Ortíz – skok wzwyż – 18. miejsce,
- José Manuel Arcos – skok o tyczce – 15. miejsce,
- Javier García – skok o tyczce – 20. miejsce,
- Juan Gabriel Concepción – skok o tyczce – nie został sklasyfikowany (nie zaliczył żadnej wysokości),
- Jesús Oliván – skok w dal – 32. miejsce,
- Manuel Martínez – pchnięcie kulą – 15. miejsce,
- David Martínez – rzut dyskiem – nie został sklasyfikowany (nie zaliczył żadnej próby),
- Antonio Peñalver – dziesięciobój – 9. miejsce,
- Francisco Benet – dziesięciobój – 19. miejsce,

Kobiety
- Sandy Myers
  - bieg na 200 m – odpadła w ćwierćfinale,
  - bieg na 400 m – odpadła w półfinale,
- Ana Menéndez – bieg na 800 m – odpadła w eliminacjach (nie ukończyła biegu),
- Mayte Zúñiga – bieg na 1500 m – odpadła w półfinale,
- Marta Domínguez – bieg na 1500 m – odpadła w eliminacjach,
- Cristina Petite – bieg na 5000 m – odpadła w eliminacjach,
- Isabel Martínez – bieg na 5000 m – odpadła w eliminacjach,
- Julia Vaquero – bieg na 10 000 m – 9. miejsce,
- Rocío Ríos – maraton – 5. miejsce,
- Mónica Pont – maraton – 14. miejsce,
- Ana Isabel Alonso – 49. miejsce,
- María José Mardomingo – bieg na 100 m przez płotki – odpadła w półfinale,
- Miriam Alonso – bieg na 400 m przez płotki – odpadła w eliminacjach,
- Eva Paniagua – bieg na 400 m przez płotki – odpadła w eliminacjach,
- María Vascó – chód na 10 km – 28. miejsce,
- Encarnación Granados – chód na 10 km – nie ukończyła konkurencji (dyskwalifikacja),
- María Concepción Paredes – trójskok – nie została sklasyfikowana (nie zaliczyła żadnej próby),
- Inma Clopés – siedmiobój – 24. miejsce

### Łucznictwo
Mężczyźni
- Antonio Vázquez – turniej indywidualny – 60. miejsce

### Piłka nożna
Mężczyźni
- Juan Luis Mora, Gaizka Mendieta, Agustín Aranzábal, Santi Denia, Óscar García, Javi Navarro, Raúl González Blanco, Roberto Fresnedoso, Sergio Corino, José Ignacio, Iñigo Idiakez, Aitor Karanka, Fernando Morientes, Iván de la Peña, Jordi Lardín Cruz, José Manuel Suárez Rivas, Daniel García Lara – 6. miejsce

### Piłka ręczna
Mężczyźni
- Aitor Etxaburu, Alberto Urdiales, Demetrio Lozano, Fernando Hernández, Iñaki Urdangarin, Jaume Fort, Jesús Fernández, Josu Olalla, Jordi Nuñez, José Javier Hombrados, Juan Pérez, Mateo Garralda, Rafael Guijosa, José Salvador Esquer, Talant Duyshebayev, Raúl González – 3. miejsce

### Piłka wodna
Mężczyźni
- José María Abarca, Daniel Ballart, Manuel Estiarte, Pedro García, Salvador Gómez, Iván Moro, Miki Oca, Jordi Payá, Sergi Pedrerol, Jesús Miguel Rollán, Jordi Sans, Carles Sans – 1. miejsce

### Pływanie
Mężczyźni
- Juan Benavides
  - 50 m stylem dowolnym – 30. miejsce,
  - 100 m stylem dowolnym – 33. miejsce,
- Frederik Hviid – 1500 m stylem dowolnym – 21. miejsce,
- Martín López-Zubero
  - 100 m stylem grzbietowym – 4. miejsce,
  - 200 m stylem grzbietowym – 6. miejsce,
- Marc Capdevila – 100 m stylem klasycznym – 15. miejsce,
- Joaquín Fernández – 200 m stylem klasycznym – 12. miejsce,
- José Luis Ballester – 200 m stylem motylkowym – 29. miejsce,
- Frederik Hviid – 400 m stylem zmiennym – 9. miejsce

Kobiety
- Claudia Franco
  - 50 m stylem dowolnym – 11. miejsce,
  - 100 m stylem dowolnym – 21. miejsce,
- Blanca Cerón – 50 m stylem dowolnym – 22. miejsce,
- Itziar Esparza
  - 400 m stylem dowolnym – 19. miejsce,
  - 800 m stylem dowolnym – 18. miejsce,
- Blanca Cerón, Claudia Franco, Susanna Garabatos, Fátima Madrid – sztafeta 4 × 100 m stylem dowolnym – 14. miejsce,
- Eva Piñera – 100 m stylem grzbietowym – 20. miejsce,
- Ivette María – 200 m stylem grzbietowym – 23. miejsce,
- María Olay – 100 m stylem klasycznym,
- Lourdes Becerra
  - 200 m stylem klasycznym – 23. miejsce,
  - 400 m stylem zmiennym – 7. miejsce,
- María Peláez
  - 100 m stylem motylkowym – 19. miejsce,
  - 200 m stylem motylkowym – 11. miejsce,
- Bárbara Franco – 200 m stylem motylkowym – 16. miejsce,
- Silvia Parera – 200 m stylem zmiennym – 16. miejsce,
- Claudia Franco, María Olay, María Peláez, Eva Piñera – sztafeta 4 × 100 m stylem zmiennym – 15. miejsce

### Podnoszenie ciężarów
Mężczyźni
- Lorenzo Carrió – kategoria do 99 kg – 12. miejsce

### Siatkówka plażowa
Mężczyźni
- Javier Bosma, Sixto Jiménez – 5. miejsce,
- Javier Yuste, Miguel Martín – 17. miejsce

### Skoki do wody
Mężczyźni
- José Miguel Gil – trampolina – 31. miejsce,
- Rafael Álvarez – trampolina – 36. miejsce,
- Daniel Pavón – skoki z wieży – 23. miejsce

Kobiety
- Julia Cruz – trampolina – 26. miejsce,
- María Dolores Sáez de Ibarra – 27. miejsce

### Strzelectwo
Mężczyźni
- Jorge González
  - karabin pneumatyczny 10 m – 42. miejsce,
  - karabin małokalibrowy trzy pozycje 50 m – 37. miejsce,
  - karabin małokalibrowy leżąc 50 m – 4. miejsce,
- José Pérez – trap – 13. miejsce,

Kobiety
- María del Pilar Fernández
  - pistolet pneumatyczny 10 m – 19. miejsce,
  - pistolet sportowy 25 m – 9. miejsce,
- Cristina Antolín
  - karabbin pneumatyczny 10 m – 36. miejsce,
  - karabin małokalibrowy trzy pozycje 50 m – 38. miejsce,
- María Quintanal – podwójny trap – 11. miejsce,
- Gemma Usieto – podwójny trap – 21. miejsce

### Szermierka
Mężczyźni
- Javier García – floret indywidualnie – 13. miejsce,
- José Francisco Guerra – floret indywidualnie – 21. miejsce,
- César González – szpada indywidualnie – 29. miejsce,
- Oscar Fernández – szpada indywidualnie – 33. miejsce,
- Fernando de la Peña – szpada indywidualnie – 36. miejsce,
- César González, Oscar Fernández, Fernando de la Peña – szpada drużynowo – 7. miejsce,
- Fernando Medina – szabla indywidualnie – 15. miejsce,
- Raúl Peinador – szabla indywidualnie – 23. miejsce,
- Antonio García – szabla indywidualnie – 26. miejsce,
- Fernando Medina, Raúl Peinador, Antonio García – szabla drużynowo – 6. miejsce

Kobiety
- Taymi Chappe – szpada indywidualnie – 17. miejsce,
- Rosa María Castillejo – szpada indywidualnie – 33. miejsce

### Tenis ziemny
Mężczyźni
- Sergi Bruguera – gra pojedyncza – 2. miejsce,
- Albert Costa – gra pojedyncza – 17. miejsce,
- Carlos Costa – gra pojedyncza – 33. miejsce,
- Sergi Bruguera, Tomás Carbonell – gra podwójna – 5. miejsce,

Kobiety
- Arantxa Sánchez Vicario – gra pojedyncza – 2. miejsce,
- Conchita Martínez – gra pojedyncza 5. miejsce,
- Vivi Ruano – gra pojedyncza – 17. miejsce,
- Conchita Martínez, Arantxa Sánchez Vicario – gra podwójna – 3. miejsce

### Wioślarstwo
Mężczyźni
- Melquiades Verduras, José Antonio Merín – dwójka podwójna – odpadli w repesażach,
- José María de Marco, José Carlos Sáez – dwójka podwójna wagi lekkiej – 4. miejsce,
- Fernando Climent Huerta, David Morales, Juan Manuel Florido, Alfredo Girón – czwórka bez sternika wagi lekkiej – 14. miejsce,

Kobiety
- Anna Accensi, Esperanza Márquez, Nuria Domínguez[a] – dwójka podwójna wagi lekkiej – 16. miejsce

### Żeglkarstwo
- Jorge Maciel – windsuring mężczyźni – 15. miejsce,
- José María van der Ploeg – klasa Finn – 7. miejsce,
- Jordi Calafat, Francisco Sánchez – klasa 470 mężczyźni – 9. miejsce,
- Antón Garrote – klasa Laser – 22. miejsce,
- José Luis Doreste, Javier Hermida – klasa Star – 7. miejsce
- Fernando Léon, José Luis Ballester – klasa Tornado – 1. miejsce,
- Luis Doreste, Domingo Manrique, David Vera – klasa Soling – 8. miejsce,
- Mireia Casas – windsurfing kobiety – 13. miejsce,
- Helen Montilla – klasa Europa – 17. miejsce,
- Theresa Zabell, Begoña Vía-Dufresne – klasa 470 kobiety| – 1. miejsce